# يبول راطانا
يبول راطانا (بالتايلندية:ทูลกระหม่อมหญิงอุบลรัตนราชกัญญา สิริวัฒนาพรรณวดี) ولدت في 5 أبريل 1951 وهي الابنة الوحيدة لملك تايلاند بوميبول أدولياديج من زوجته الملكة سومسوالي.

## روابط خارجية
- يبول راطانا على موقع IMDb (الإنجليزية)
- يبول راطانا على موقع قاعدة بيانات الفيلم (الإنجليزية)